# ときめきメモリアル4
『ときめきメモリアル4』（ときめきメモリアルフォー、略称は「ときメモ4（フォー）」）は、2009年12月3日にコナミデジタルエンタテインメントからPlayStation Portable向けに発売された恋愛シミュレーションゲーム。『ときめきメモリアル』シリーズ第4作。『ときめきメモリアル3 〜約束のあの場所で〜』以来から約8年振りの完全新作である。

## 概要
1994年5月27日に発売されたPCエンジン版『ときめきメモリアル』（以下『1』）から15年後の私立きらめき高校と、同校が存在するきらめき市が舞台となる。
携帯ゲーム機としては初の完全新作として発売された。
なお、2010年2月10日以降、PSP及びPlayStation Portable goに対応したダウンロード版がPlayStation Storeで配信されている。同年7月15日からは「夏割」ベストセレクションと称した廉価版がパッケージ版・ダウンロード版ともに発売されている。

## ゲームの内容
このゲームの主人公（プレイヤー）は架空の私立高校「きらめき高校」（これは第1作と同一の高校）に入学した男子生徒である。主人公は、入学式の日に校庭の外れにある伝説の樹と呼ばれる大きな桜の樹を見つける。そして、隣の席になったクラスメイトの星川真希から「伝説の樹と呼ばれるあの樹の下で、卒業式の日に結ばれた恋人同士は永遠に幸せになれる」という、きらめき高校の伝説を聞かされる。
主人公は、真希や他のヒロインから卒業式の日に伝説の樹の下で告白されることを目指して、勉強やスポーツ、容姿などを日々鍛錬し己を磨いていく。
本作の起動をした後一定時間操作がないと始まるオープニングムービー は、メインヒロインの1人を務める星川真希のナレーションで始まり、オープニングテーマの「手のひらの勇気」が流れる。

## ゲームの特徴
ゲームの基本内容は前5作 と同様で、コマンド決定時の平日・休日の区分は『1』『2』『GS1st』『GS2nd』と同じく月曜日 - 土曜日を平日、日曜日・祝日を休日としている。また、卒業式は『3』と同様3月中旬に行われる。育成コマンドについては『Girl's Side』シリーズと同様、アルバイトが追加されている。また、パラメータでは「体調」と「ストレス」が「体調」に統合されて、『Girl's Side』シリーズ同様「リッチ度」（所持金の目安）が設定されている。
本作には「特技」が新たに追加された。特技を習得し実践することでパラメータを上げたり、デートに誘いやすくなったりと様々な効果が得られる。特技はコマンドを実行することで得られる経験値と引き換えに習得でき、一度に6つまで実践可能。ただし、習得・実践は学期ごとにしか行えない。また、女の子の中には独自の特技を持つ者もいる。高い効果のある特技は前提となる特技を習得してからでないと習得できないが、一度習得した特技はシステムデータに記録され次回以降のプレイでは直接習得できるようになるため、繰り返しプレイをすることで育成が有利となる。
『1』と同じく、卒業式の日に伝説の樹の下でヒロインから告白されることがゲームをクリアする目的であるが、『2』に登場した白雪真帆のような作品の伝説の場所とは違う伝説の場所で告白するヒロインも登場する。また、本作では伝説が存在しない場所で告白するヒロインも存在する。後者についてはナンバリングシリーズを通じて初である。
セガサターン版『1』に実装されていた、主人公から意中のヒロインへ告白するイベントが約13年振りに本作で復活した。ただし条件として、特技「告白する勇気」を習得・実践しなければならない。しかし実践しても、主人公が告白する直前に意中のヒロインから遮られ、結局ヒロインから告白されることになる。
『3』とは異なりキャラクターの描画にポリゴンは使用されていないが、シリコンスタジオ のモーションポートレートにより表情の微妙な変化が描写される。
登場キャラクターがプレイヤーキャラクターの名前を呼ぶ際の音声合成エンジンは『2』『3』のEVSに代わって、アルカディア 開発の「SpeeCAN」が使用されている。なお、音声合成のデータ作成に際してはネットワーク接続が必要となるが、2022年7月31日に音声合成システムが終了したため、それ以前に作成した音声合成データは引き続き使用できるが新規合成・変更ができなくなった。
PlayStation Networkへの接続で、PlayStation Storeからオープニングムービー、エンディング曲、ゲーム中BGMの別バージョンの配信が有料（一部無料）で受けられる。
本作を使用しているPSP本体のメモリースティック Duoに『1』（ただしUMDで発売されたパッケージ版のみ。ゲームアーカイブスのダウンロード版は非対応）・『おおかみかくし』のセーブデータが入っている場合、連動して本編中に該当作品に応じたアイテムが取得できるようになっている。
また、PSP本体に「ちょっとショット」を接続した場合、本作でクリアした恋愛対象キャラクターを鑑賞する「みつめてルーム」においてキャラクターの視線をプレイヤーに向けられるおまけ要素がある。
本作のイベントの一部の音声には立体音響が採用されており、ヘッドフォンを使用することで一層の雰囲気を楽しむことができる。

## 過去作品との繋がり
1994年の『1』から15年後の設定であり、本作の舞台も『1』と同じきらめき高校ときらめき市だが、前3作の登場人物は本作には登場しない（本作の登場人物のセリフや体育祭の記録レコードに名前が登場する程度）。しかし、前3作のデートスポットと同じ場所や『1』の伊集院レイの自宅で行われたクリスマスパーティーのイベントが、『1』と『2』同様に本作にも存在したり、作中に登場するアイテムにも前3作を連想させるものが存在するなど、世界観の共有や前3作との繋がりは随所で意識されている。ただし、1の設定がPCエンジン版準拠となっているため、その後に追加されたいくつかの設定はなかったことになっている。
名前は登場しないが、過去作のヒロインの存在を連想させる描写が本作の登場人物のセリフの中にいくつか存在する。例えば、メインヒロインの1人を務める皐月優が度々口にする「目標としている親戚の女性」の特徴が、『1』でメインヒロインを務めた藤崎詩織に酷似しているといった点である。
なお、『2』の舞台・ひびきの高校 と『3』の舞台・もえぎの高校、『GS1st』『GS3rd』の舞台・はばたき学園と『ONLINE』で使用されていたサーバー（高校）名が、運動部の試合に登場するライバル校の名前として登場している。

### 風化した伝説
前述の通り『1』から15年の月日が経過しており、きらめき高校に伝わる伝説の樹の伝説の内容が、『1』の時代では「卒業式の日に女の子からの告白で結ばれた恋人同士は、永遠に幸せになれる」というものだったのに対し、本作の時代では伝説の内容から「女の子からの告白」の部分が欠如しており、時間の流れとともに伝説が風化していることが確認できる。正確な伝説の樹の伝説を知っているヒロインは、『1』の主人公と伝説の樹の下で結ばれた『1』の藤崎詩織の親戚で彼女から話を聞いている皐月優、同じく伝説の樹の下で結ばれた両親を持つ大倉都子、郡山知姫とエリサ・D・鳴瀬、七河瑠依 の5名のみである。
『2』の舞台･ひびきの高校に伝わる伝説の鐘の伝説が、『2』の時代で既に風化していたことが本作で示唆されている。『2』で語られる内容が「卒業式の日に、伝説の鐘の音に祝福されたカップルは永遠に幸せになれる」というものだったのに対し、七河瑠依はエンディングで「卒業式の日に女の子からの告白で生まれた恋人達は、伝説の鐘の音の祝福を受けると永遠に幸せになれる」という内容が正確な伝説の鐘の内容だと述べている。

## ときめきメモリアル4 mobile
本作の携帯電話向け版。本編発売と同じ2009年12月3日からコナミのiモードサイト『コナミネットDX』において、2010年2月17日からYahoo!ケータイ版が、2010年2月25日からEZweb版と無料体験版が配信されていた。PSP版本編のエンディング時に表示されるQRコードにアクセスすることで、mobileにおける特典が得られる連携要素もあった。コナミネットDXが2016年4月30日をもってサービス終了したため、現在はプレイできない。
ストーリーと主なキャラクターはmobileオリジナルのもので、ゲームの設定期間は1か月となっている。設定ではゲーム本編と世界観を共有しているとされているが、ゲーム本編のきらめき高校には存在しないバスケットボール部が存在する（『1』には存在した）。

## 登場人物
きらめき高校では主人公たちが入学する2009年度から制服がブレザー型に変更されており、ゲーム中でも主人公や真希たち同級生が新制服で登場するのに対し、優たち上級生はセーラー型の旧制服（『1』のキャラクターが着用していたものとほぼ同一）で登場する。
主人公
声：なし（ゲーム）/ 浅沼晋太郎（OVA）
プレイヤーキャラクター。名前、誕生日、血液型は物語冒頭で任意に設定。一人称は「オレ」。都子とは小学校からの幼馴染。ナンバリングシリーズの歴代主人公に比べて鈍感な性格に磨きがかかっており、本人はそれを自覚していない。都子の攻略過程ではそれが顕著に現れる。OVA版では出番が少ない。

### 女性キャラクター
星川 真希（ほしかわ まき）
声：大亀あすか
メインヒロインの1人。主人公の同級生でクラス委員長。気さくで誰からも好かれる心優しい性格の人物。つぐみとは小学校からの幼馴染で親友。後に生徒会に所属し、2年目に皐月優から引き継ぐ形で生徒会長を務める。卒業後は看護師の専門学校に進学する。
『2』の陽ノ下光と『3』の牧原優紀子に続く、「メインヒロインは親しみやすく」というコンセプトを元に設定されたヒロインであり、陽ノ下と牧原ほどではないがときめき度が上がりやすいため、高いパラメータを必要とする皐月･龍光寺を攻略する際には最大の難関として立ち塞がる。
メインヒロインの1人であり、主人公（プレイヤー）の特技設定ではナビゲート役を務めている。しかし、ナンバリングシリーズの歴代作品のメインヒロインとは違い、高校に入学する以前の主人公との接点がない うえ、『1』の藤崎詩織や『2』の陽ノ下光・麻生華澄と同じ主人公の幼馴染でシリーズ初登場となるヤンデレヒロインの大倉都子が本作の発売直後の話題を独占して人気を得ていたこと、ナンバリングシリーズのヒロインとしては普通すぎて他のキャラ達に個性で負けてしまっていることや、さらにもう1人のメインヒロインを務める皐月の存在感が星川よりも大きかったために、メインヒロインとしての影が薄いことが否めない。さらには、本作の漫画版のヒロインの座やコナミが運営する携帯電話用サイト･コナミネットDXの『ときめきメモリアルメールドラマ』の『4』としてのヒロインの座を都子に奪われるなど、散々な有様 である。
プラス特技は、主人公の体調ポイントを6上げる「真希の笑顔」。マイナス特技はない。
バトルでの奥義は味方の体力を全快（主人公が戦闘不能の場合は復活）し、敵の攻撃を無力化するバリアを張る「癒しの翼」。
出番は少しだが、mobile版でも登場する（攻略対象ではない）。
6月1日生まれ、血液型A型。身長157cm（1年目）・158cm（2年目）・159cm（3年目）。
皐月 優（さつき ゆう）
声：滝田樹里
メインヒロインの1人。きらめき高校生徒会長を務めており、成績優秀・スポーツ万能・容姿端麗・品行方正と、完璧を絵に描いたような主人公の1学年上の先輩。『1』でメインヒロインを務めた藤崎詩織の親戚にあたり、全てにおいて完璧な彼女に憧れており、あらゆる面で詩織の影響を大きく受けている（本人曰く、詩織には全てにおいて足元にも及ばないらしい）。父はきらめき市議会議員。カイとは幼少期からの幼馴染。卒業後は一流大学に進学する。
進学先にきらめき高校を選んだのは、幼い頃に詩織から伝説の樹の話を聞かされており、伝説の樹とそこで結ばれた詩織と『1』の主人公に強い憧れを抱いたためである。作中のあるイベントでその経緯が詳しく語られている。なお彼女の話によると、『1』の主人公・詩織夫妻とは交流があるらしい。
おまけの「みつめてルーム」で聞くことができる彼女のモノローグは、PS版『1』のオープニングムービーで詩織が語っているモノローグと同じもの。また彼女のスリーサイズは、高校3年生時の詩織のスリーサイズと全く同じである。作中の彼女の台詞やイベントも、『1』の詩織のものと同じか酷似しているものが多い。
プラス特技は、主人公の容姿ポイントを3上げる「優秀の美」。マイナス特技は、主人公が実践中の特技（心の開錠術以外）を1つ外す「高貴」。
バトルでの奥義は、敵全体に通常攻撃の約99倍のダメージを与える「メテオ」。
苗字の「皐月」は、詩織の苗字の「藤崎」が由来になっている。苗字の考案には時間がかかり、最初の「藤崎」から「藤の咲く季節」、さらに「5月頃」と次第に変化していき、最終的に5月の別名である「皐月」に決定した。キャラクターデザイナーの大塚あきらは、少しひねったネーミングになっているとオフィシャルイラストレーションズでコメントしている。
10月14日生まれ、血液型A型。身長159cm。
語堂 つぐみ（ごどう つぐみ）
声：矢作紗友里
眼鏡をかけた、読書が好きな文学少女。本からの知識が豊富で一言多い。親友の星川真希と親しくする主人公を警戒している。身体が弱いため運動が大の苦手（海やプールでは浮き輪がないと泳げず、スキー場ではソリを使用する程）。実家は喫茶店を経営しており、自身も店を手伝うことがある。文芸部所属。一定の条件を満たすと、姿こそ登場しないものの他ヒロインとのデート中に彼女と鉢合わせするイベントが登場する（その際は声のみの登場）。伝説の樹の下で告白しない。卒業後は文系専門大学に進学する。
プラス特技は、主人公の文系ポイントを3上げる「つぐみの文学」。マイナス特技は、主人公のやる気を最悪状態にする「ツン」。
バトルでの奥義はつぐみが禁じられた本を使って魔物を召喚し、敵全体に通常攻撃の約7倍と主人公に約0.1倍のダメージを与え、両方を3ターンの間行動不能にする「語堂禁書録」。なお、つぐみが召喚する魔物は、『3』に登場した神条芹華の重要なイベントの最後に出てくる悪霊の総元締と同じものである（グラフィックは『3』の流用）。
3月2日生まれ、血液型A型。身長155cm。
龍光寺 カイ（りゅうこうじ カイ）
声：松浦チエ
学校ではあまりいい噂がなく、どこか近寄りがたい雰囲気を持つ、いろいろと謎の多い女の子。実は伊集院財閥や須藤グループに匹敵する龍光寺財閥のお嬢様。それゆえの周囲の期待に嫌気がさし、家を出て一人暮らしをしている。優とは幼馴染の関係で、年上の彼女を呼び捨てにしている。水泳部に所属しているが、自分が泳ぎたい時にしか活動しないため、いわゆる幽霊部員の状態である。15年前にきらめき高校に在籍していた超高校級の女性スイマー（『1』に登場した清川望）に憧れている。母の影響から絵画も嗜んでいる。伝説の樹の下で告白せず、そもそも伝説の樹に関するイベントすら存在しない。彼女のストーリーのみ、家を継ぐか継がないかで2つのルートに分岐する。卒業後は、家を継ぐルートに進んだ場合は帝王学を学ぶためアメリカへ留学、家を継がないルートに進んだ場合はアルバイトになる。
プラス特技は、主人公の根性ポイントを3上げる「カイ流闘魂術」。マイナス特技は、主人公の体調ポイントを5下げる「眼力」。
バトルでの奥義は、二丁拳銃を連射して敵全体に通常攻撃の約8.6倍のダメージを与える「二丁拳銃!」。また、敵を2ターン麻痺状態にする「眼力」も奥義扱いである。
出番は少しだが、mobile版でも登場する（攻略対象ではない）。
4月14日生まれ、血液型A型。身長167cm。
郡山 知姫（こおりやま あき）
声：庄司宇芽香
化学部に所属しサプリメントの研究をしている、主人公の1学年上の先輩。知的で長身、大人びた雰囲気を持ち、後輩の女生徒からは人気の的。ほとんどの場合主人公を「後輩クン」と呼んでおり、名前で呼ぶことは少ない。実は母子家庭の生まれで、小料理屋の店主と女将を務める母親（知姫曰く美人）から直々に教わっているため料理はとても上手い。製薬会社でモニターのアルバイトをしている。水月春奈とは知人の関係。卒業後は理系専門大学に進学する。
『1』の時代の伝説の樹の伝説を知る数少ないヒロインの1人。
プラス特技は、主人公の理系ポイントを3上げる「知姫の知性」。マイナス特技は、主人公の体調ポイントを5下げる「強制サプリ」。
バトルでの奥義は、敵全体にフラスコを投げつけ大爆発を起こし、通常攻撃の約8倍のダメージを与える「まぜるな危険」。
7月14日生まれ、血液型AB型。身長170cm。
柳 冨美子（やなぎ ふみこ）
声：井口裕香
のんびり屋でおっとりとした、心優しい女の子。体は小さいが、食べることが大好きでよく食べる。放送部所属で、よく放送をかんでしまう。転校してきたエリサとすぐに仲良くなる。伝説の樹の下で告白しない。卒業後は保育士を目指すため短期大学に進学する。
プラス特技は、主人公の病気・ケガ・ノイローゼの状態が回復する「なごみ冨美子」。マイナス特技はない。
バトルでの奥義は、敵を自身の色気で悩殺し敵全体と主人公に約0.1倍のダメージを与え、3ターンの間両方を行動不能にする「うふ〜ん」。
11月18日生まれ、血液型O型。身長153cm。
エリサ・D・鳴瀬（エリサ・ドリトル・なるせ）
声：立野香菜子
主人公が2年に進級するのと同時に宮城県から転入してくる転校生。日常の会話は仙台弁。見た目は金髪碧眼という完璧な外国人スタイルだが、両親が帰化人であり、自身の生まれも育ちも日本であるため、英語はまるで話せない。日本文化をこよなく愛し、特技は剣道。剣道部所属（ゲームの『1』には存在しないが、『1』の小説版には存在していた）。冨美子と仲良し。転校生でありながら、『1』の時代の伝説の樹の伝説を知っている。卒業後は日本文化をさらに学ぶため、二流大学に進学する。
プラス特技は、主人公のやる気が最高状態になる「エリサ上々」。マイナス特技はない。
バトルでの奥義は刀を振ることで敵を一閃し、敵全体に通常攻撃の約9倍のダメージを与える「秘剣熊殺し」。
OVA版ではきらめき高校に転入する前だったため、学が仙台旅行に行った際に撮ったビデオに姿のみ登場している。
転入生という設定のヒロインが登場するのは、ナンバリングシリーズのオリジナル版では彼女が初となる。また、現実に存在する都市出身のヒロインも、ナンバリングシリーズでは彼女が初である。
2010年2月3日以降、『mobile』でも追加キャラクターとして配信されている。
12月15日生まれ、血液型B型。身長166cm。
前田 一稀（まえだ いつき）
声：加藤英美里
ボーイッシュで気さくなスポーツ少女。ボクっ子。女子サッカー部に所属している。泣き虫である。実家は自動車修理工で本人も機械いじりを趣味にしているが、携帯電話の操作は苦手。しかし主人公と仲良くなると扱い方がうまくなる。母親を物心がつく前に亡くしており、現在は父と2人の兄の4人で暮らしている。料理が得意など女の子らしい一面もある。都子とは運動部所属同士のためか仲が良い。卒業後は家業を手伝う。
プラス特技は、主人公の運動ポイントを3上げる「一稀パワー」。マイナス特技は、声かけモード登場時に一瞬で退場する「俊足」。
バトルでの奥義は、強烈な威力のシュートを放ち敵全体に通常攻撃の約8.2倍のダメージを、主人公には約0.1倍のダメージを与える「黄金の右」。
1月12日生まれ、血液型O型。身長156cm。
響野 里澄（きょうの りずみ）
声：花澤香菜
音楽について天賦の才を持つが、それ以外は苦手。普段は一人でいることが多い、ミステリアスな女の子。左利き。普段からヘッドフォンをして音楽を聴いている模様。ゲーム本編では伝説の樹の下で告白せず、カイ同様伝説の樹に関するイベントも存在しないが、mobile版では伝説の樹の下で告白する。卒業後は芸術専門大学に進学する。
プラス特技は、主人公の芸術ポイントを3上げる「里澄の感性」。マイナス特技は声かけモード登場時、ボタンを押しても無視される「ノイズキャンセル」。
バトルでの奥義は、里澄がリュートを奏でることで音が広がり、敵全体に通常攻撃の約1.6倍のダメージを与える「里澄の調べ」。味方の体力が全快（主人公が戦闘不能の場合は復活）する効果もある。
名前のアルファベット表記は「Rizumi」ではなく「Rhythmy」であるが、これは名前の由来が音楽のテンポを表す「リズム」からきていることに関係している。
2010年1月6日以降、『mobile』でも追加キャラクターとして配信されている。
9月16日生まれ、血液型AB型。身長164cm。
大倉 都子（おおくら みやこ）
声：福圓美里
主人公の隣の家に住む、小学校時代からの幼馴染（主人公曰く「腐れ縁」）。ある条件を満たすと攻略が可能になる。主人公に女の子の電話番号や評価を教える情報屋の役割を務めるが、彼女の攻略過程を進めてしまうと二度と教えてもらえなくなる。運動部のマネージャーで（1年目の夏休み前に主人公が運動部に入部した場合、必ずその部のマネージャーになる）、一稀にはいろいろアドバイスしているためか仲が良い。幼い頃のある出来事から主人公に一途な想いを寄せており、登校時に彼を起こしに来たりお弁当を作ったりするなどの世話を焼く。しっかり者で面倒見が良い。卒業後は二流大学に進学する。
隠しキャラを除いた他のヒロインとは違い、校内で有名人として目立っている描写が存在しない。成績は三年間を通して常に200人中99位から101位であり、マラソン大会の順位も真ん中でまったく上下せず、主人公から「この平凡さはある意味貴重」と評されている。
幼馴染の主人公に一途な想いを寄せているため、爆弾の影響を受けることがない。
彼女の両親はきらめき高校の卒業生で、卒業式の日に伝説の樹の下で結ばれたカップル（同じ設定を持つヒロインとしては『1』に登場した古式ゆかりに続いて2人目）であるため、両親から伝説の樹の話を聞かされており、伝説の樹と恋愛に対して強い憧れを抱いている。『1』の時代の伝説の樹の伝説を知る数少ないヒロインの1人。
通学用のカバンにうさぎのぬいぐるみを付けているが、このぬいぐるみが彼女の攻略過程で重要な役割を担うことになる。また、ぬいぐるみの名前には主人公が深く関係している。
長い黒髪を後ろでまとめているが、主人公との仲が深まると精神を病んでそれを解き、ときめき状態になるとポニーテールへと変わる。幼少期の髪型はツインテールだった。
マイナス特技は、他のヒロインの傷心度を10上げる「傷心度UP」（ただし発動するのは友好（ヤンデレ）状態のみ）。プラス特技はない。
バトルでの奥義は、地面からうさぎのぬいぐるみが出現し、敵に通常攻撃の8倍のダメージを与える「スタンドバイミー」。なお友好状態とときめき状態では、都子とうさぎのグラフィック･台詞がそれぞれ異なる。
隠しキャラクターでありながら、ゲームの中で使用されているイラストと立体音響ボイスの数が全ヒロインの中で一番多く、幼少期の姿が描かれている唯一のヒロイン。またヒロインとしてはゲームで最初に登場し、主人公（プレイヤー）の名前・生年月日・血液型の入力のナビゲート役や、彼にお小遣いを渡す役目を務めるなど、全体的な出番も多い。
主人公に一途な想いを寄せている･世話焼きで料理や裁縫が得意などの設定･シリーズ初のヤンデレヒロインである点から、本作の発売直後の話題を独占しており、ファンの間では非常に高い人気を誇る。その人気を反映して漫画版ではヒロインを務め、さらにコナミが運営する携帯電話用サイト･コナミネットDXの『ときめきメモリアルメールドラマ』のヒロインに、『1』の藤崎詩織･『2』の陽ノ下光･『OnlyLove』の天宮小百合らナンバリングシリーズの歴代作品のメインヒロインに続いて抜擢されている。
漫画版『ときめきメモリアル4 Stand by me』では、ヤンデレの面と主人公･永井輝明への一途さが強調して描かれており、ゲームにはなかった幼少期の彼女と主人公が遊んでいる場面も描かれている。様々な出来事を経て最終的には輝明と相思相愛の関係になり、彼と事実上の恋人同士になった。
本作に登場するヒロインでは唯一、友好（ヤンデレ）状態とときめき状態の2種類のBGMが用意されている（通常状態のBGMは存在しない）。特定のイベントをクリアするとときめき状態になり、それに伴ってBGMが変わるヒロインは、『2』に登場した八重花桜梨に続いて2人目となる。
メインヒロインではないが、全ヒロインの中で唯一彼女にだけ公式サイトに隠し壁紙が用意されていたり、専用グッズとして抱き枕カバーやキーアイテムのうさぎのぬいぐるみのキーホルダー・ピンズ・携帯クリーナーが発売されている。
5月13日生まれ、血液型O型。身長165cm。
七河 瑠依（ななかわ るい）
声：水橋かおり
『2』の舞台・ひびきの高校に通う、正志の双子の姉。ある条件を満たすと正志に変装してきらめき高校に登校してくることがあり、何度か下校時に会話すると攻略できるようになる。明るくテンションの高い性格。また相当なおたくであり、同人誌制作やメイド喫茶のアルバイト（源氏名は「るいるい」）などをしている。ほとんどの場合主人公を「先生」と呼んでおり、彼を名前で呼ぶことは少ない。漫研部所属（『2』には存在しない）。卒業後は三流大学に進学する。
『1』の時代の伝説の樹の伝説を知る数少ないヒロインの1人にして、自身が通うひびきの高校の伝説の鐘の「正確な」伝説を知る数少ない人物。伝説の樹の下で告白しないが、自身の通う『2』の舞台・ひびきの高校の伝説の鐘の下で告白する。別の高校に通っているため、爆弾の影響を受けることがない。なお隠しキャラのためか、OVA版では出番が少ない。特技はプラス･マイナス両方とも存在しない。
バトルでの奥義はコナミコマンドを入力するとビックバイパーが出現し、敵に通常攻撃の9倍のダメージを与える「コナミコマンド」。
おまけの「みつめてルーム」で聞くことができる彼女のモノローグは、『2』のオープニングムービーで麻生華澄が語っているモノローグと同じもの。
作中で同じコナミの作品『クイズマジックアカデミー』の登場人物・マロンの台詞を口走ることがあるが、これは担当声優が同じく水橋かおりであることに関係するネタである。
2月2日生まれ、血液型B型。身長169cm。
水月 春奈（みづき はるな）
声：菊地ゆうみ
2年目にきらめき高校の定時制に入学してくる後輩。彼女が忘れていったノートがきっかけで主人公と交換日記を行うことになり（条件を満たさなかった場合は登場しない）、その際のペンネームは「ハル」である。昼間はパティシエールになるという夢をかなえるべくスイーツショップで働いている。本作唯一の下級生。郡山知姫とは知人の関係。定時制に通っているため、爆弾の影響を受けることがない。主人公達が卒業後は、定時制に通いながらスイーツショップで働き続ける。
特技はプラス･マイナス両方とも存在しない。またバトルでの奥義も存在しない。
エンディングまで素顔と本名は明かされないが、ある条件を満たすと本人による似顔絵を確認できる。
隠しキャラクターのためか、OVA版では出番が少ない。
11月9日生まれ、血液型A型。身長150cm。

### 男性キャラクター
小林 学（こばやし まなぶ）
声：阪口大助
女性に対して興味津々な主人公の親友。主人公にさまざまなアドバイスをくれる。自分では女の子のことが得意と言っているが、全くモテない。成績はトップクラスで、卒業後は一流大学に進学する。
OVA版では主役的役割を担い、彼が中心となって物語が進行する。なおどこで入手したかは不明だが、きらめき高校男子生徒用の旧制服（『1』で主人公や早乙女好雄が、『GS1st』で蒼樹千晴が着用していたものと同一、いわゆる『学ラン』）を着用していた。
10月30日生まれ、血液型A型。身長167cm。
七河 正志（ななかわ ただし）
声：中村悠一
スポーツが得意で、友人思いの主人公の親友。瑠依の双子の弟。卒業後は運動専門大学に進学する。
女生徒から人気があるが、恋愛には興味がないらしい。しかし他人の恋愛には敏感なようで、主人公にときめいている女の子がいる状態で彼と下校しようとすると、気を遣って主人公を女の子と帰らせるところがある。
学に対していつもシュールなツッコミを入れる。瑠依が自身に変装してきらめき高校に潜入している時は、学校を休んでいる。
瑠依の攻略過程では姉弟ゆえか重要な役割を演じることが多く、一定の条件を満たすと、彼から告白される（ただし夢オチ）。
漫画版では、ヒロインの都子の異変の原因が主人公の永井輝明にあるということに気づき、輝明に注意を促すなど友人思いの一面が強調して描かれている。また、輝明と都子が既に相思相愛であることにも気づいていた。
2月2日生まれ、血液型B型。身長180cm。

### その他のキャラクター
古我 良平（こが りょうへい）
声：神奈延年
主人公のクラスの担任を務める教師。学校行事をサボる生徒を許さない熱血教師であるが、生徒思いの心優しい人物でもある。自身もきらめき高校の卒業生だが、高校現役時代はまともな恋愛ができなかったらしく、修学旅行やクリスマスなどのイベントで条件を満たせばつらい過去の一部を喋る事がある。また、公園の清掃ボランティアで主人公が仲良くしている女の子と一緒に作業しようとすると間に入って引き離してしまう。しかし、本心ではやはり生徒思いであり、主人公が部活を通じて特技を習得すると、「大切な人を守るために使え」と諭す。体育祭などのイベントをサボると、ときめきメモリアルシリーズのシステムに関係するツッコミをいれる。OVAには登場しない。
うさぎ
声：福圓美里
大倉都子の攻略過程を進めると登場する、うさぎのぬいぐるみ（都子曰く「手作り」）。通称「うさぎさん」。
最初はただのぬいぐるみとしての登場のみだが、都子の友好度を上げてあるイベントを発生させた後、都子以外のヒロインとデートしたり下校イベントを起こすと主人公を襲撃する敵キャラクターとして出現。バトルではとてつもない強さを誇り、主人公のパラメータを充分に上げておかないと倒すのは難しい。あるイベントでは都子をときめき状態にするためのキーアイテムとしての役割を担っているほか、右目についているボタンは幼い頃の主人公と都子のある思い出に深く関係している。
一人称は「ボク」（「うさぎさん」を名乗るときもある）で、言葉遣いが非常に悪く、主人公を「セニョール」や「おめー」と呼ぶ。自身の持ち主である都子のことは「都子ちゃん」と呼ぶ。敵キャラクターとして登場する際には、左手に鉄パイプを所持している。
開発当初、バトルに登場するうさぎの顔に謎の血痕が付着する設定が存在したが、事情により没になっている（『オフィシャルイラストレーションズ』にそのデザイン画がある）。
作中では主人公と都子からは「うさぎさん」としか呼ばれないが、2回目にクリアすると見ることができる都子のエンディングで本当の名前が判明する。
都子に関係するイベントだけではなく、バトルで都子が使用する奥義「スタンドバイミー」にも登場するなど、出番は非常に多い。また都子専用のグッズとして発売された抱き枕カバーにも、このうさぎが描かれている。
担当声優の福圓が特別ゲストとして出演した、ラジオCD『あなたと!ときめきメモリアル』のvol.1・2の新規録りおろしラジオにも序盤（vol.2のみ）と終盤で登場し、鈍感なパーソナリティの大亀あすかと滝田樹里に警告を送っていた。
漫画版『ときめきメモリアル4 Stand by me』では作中に登場するものの、ほとんどがぬいぐるみとしての登場で台詞があるキャラクターとしての出番は少ない。ゲーム本編では喋る際の登場時はぬいぐるみの大きさそのものだったが、作中では巨大怪獣のような大きさで登場した。主人公の永井輝明を「おめー」「テメー」と呼ぶ。
キャラクターのモデルになったのは、開発元が同じコナミの『サイレントヒル3』に登場するうさぎの着ぐるみ・ロビー。これは本作のキャラクターデザインを担当した大塚あきらが『サイレントヒル』の大ファンで、『サイレントヒル』の開発スタッフにロビーの登場の交渉をしたことで実現した。ゲームでのグラフィックは、『サイレントヒル』の開発スタッフがロビーのデザインをアレンジしたものが使用されている。倒した時に手に入るアイテムにも、『サイレントヒル』を連想させるものがある。
門番（もんばん）
声：不明
伊集院家に執事として仕える男性。名前は不明。同家主催のクリスマスパーティーの門番を務めていて、参加するにふさわしい容姿かどうかをチェックしている。キャラクターの立場でいうと、『1』の外井雪之丞と『2』の三原咲之進に相当する人物。主人公の運動をある一定以上に上げると、スペシャルと呼ばれるもう1つのクリスマスパーティーに招待する。また、ある条件を満たすと卒業式の日に現れ、主人公に「グラディエーター」にならないかと勧誘しに来る。
龍光寺 忠貴（りゅうこうじ ただたか）
声：不明
カイの家を継がないルートのエンディングのバトルに登場する、龍光寺家の当主でカイの父。
体格は主人公やカイとは比較にならないぐらいの巨漢である。性格はカイ曰く石頭で、主人公との交際は簡単には認めてくれないらしい。技は「父のコブシ」、「父のラリアット」、「父の気持ち」、「父の想い」、「父の愛」、「超眼力」で、イベントだけの限定技は龍光寺家に伝わる奥義・「超眼力光線」。
番長（ばんちょう）
声：神奈延年
ある条件を満たすと3年目の卒業式間近に登場する、人間離れした力の持ち主で『ときめきメモリアル』の世界の不良の頂点に君臨する人物。顔は帽子と影に隠れて見えないため、『1』と『2』の番長だった一文字薫と同一人物かは不明。彼を倒すと進路の項目に「番長」が追加される。
バトルでは、『1』と『2』で薫が使用していた「袖龍」・「金茶小鷹」・「超眼力」や、新技「袖龍オロチ」を使用する。

### mobileオリジナルキャラクター
主人公
声：なし
プレイヤーキャラクター。本編の主人公とは別人物。一人称は「僕」。葵歩とは小学校の頃からの幼馴染。
井ノ倉 葵歩（いのくら きほ）
声 - 中原麻衣
主人公の幼馴染。前向きな性格だが、おっちょこちょいな所もある。将来の夢はモデル。中学時代は私立こもれび中学校に通っていた。
1月22日生まれ、身長162cm。血液型A型。
井ノ倉 唯（いのくら ゆい）
葵歩の妹。主人公のことが好きな様子。テンションの変化が激しい。姉の葵歩と同じく、彼女も私立こもれび中学校出身。
12月20日生まれ、血液型O型。
赤上 武（あかがみ たける）
主人公の友人。勉強も運動もこなし、仲良くなることで女の子の情報も得られる。バスケットボール部に所属している。
8月1日生まれ、血液型O型。

### 漫画版オリジナルキャラクター
永井 輝明（ながい てるあき）
漫画版の主人公。大倉都子とは小学校の頃からの幼馴染。ゲーム本編の主人公と同様に鈍感な性格で、それが災いし都子を傷つけることになる。朝起きるのが苦手で都子に起こされたり、制服のネクタイを緩ませるなど、だらしない一面も目立つ。ゲーム本編の主人公と同じ立場である。
名前の「輝明」には、ヤンデレ状態の都子を「明るく照らして輝かせる」という意味が込められている。

## 主題歌
『3』同様、グッドエンディング、バッドエンディングをそれぞれスウィートエンディング、ビターエンディングと称している。
オープニングテーマ「手のひらの勇気」
作詞・作曲 - 川嶋あい / 編曲 - K-LaB / 歌 - ときめきアイドリング!!!
スウィートエンディングテーマ「believe me, I believe you」
ビターエンディングテーマ「海が運ぶうた」
作詞・作曲・歌 - 川嶋あい / 編曲 - 長澤孝志
2009年12月16日発売の川嶋のマキシシングル『大好きだよ』の通常盤に「海が運ぶうた」、初回盤に「believe me,I believe you」が収録されている。

## ダウンロード曲
上記の通り、PlayStation Storeで主題歌・BGMの有償（一部無償）配信がされており、既存のものと差し替えて使用することができる。

### ダウンロード主題歌
オープニングテーマ「春風の輝き」
作詞 - IGA / 作曲 - メタルユーキ / 編曲 - 藤田淳平（Elements Garden） / 歌 - 星川真希（大亀あすか） / 音楽制作 - コナミデジタルエンタテインメント
下記OVAのオープニング。発売日の2009年12月3日からムービーが無償配信されている。
スウィートエンディングテーマ「二人の未来」
作詞 - 竹廣将史 / 作曲 - メタルユーキ / 編曲 - 藤間仁（Elements Garden） / 歌 - 星川真希（大亀あすか） / 音楽制作 - コナミデジタルエンタテインメント
下記OVAのエンディング。2009年12月3日から有償配信されている。
ビターエンディングテーマ「抜け殻」
歌 - 小林学（阪口大助）・七河正志（中村悠一）
2009年12月3日から有償配信されている。
3曲とも下記『ときめきメモリアル4 Character Single Box』Disc5に収録されている。

### キャラクターBGM
2009年12月17日から有償配信
- 星川真希カスタムBGM「Smiling」
- 皐月優カスタムBGM「風の中のJewel」
- 語堂つぐみカスタムBGM「ロマンスGATE」
- 大倉都子カスタムBGM「What am I...」

2009年12月24日から有償配信
- 郡山知姫カスタムBGM「In Science」
- 前田一稀カスタムBGM「Winding Road」
- 柳冨美子カスタムBGM「シュビドゥビBe my baby」
- エリサ・D・鳴瀬カスタムBGM「凛」

2010年1月7日から有償配信
- 龍光寺カイカスタムBGM「Complication」
- 響野里澄カスタムBGM「虹色の音符」
- 七河瑠依カスタムBGM「恋のポップンビート」
- 水月春奈カスタムBGM「Sweet Exchange」

いずれも下記『ときめきメモリアル4 Character Single Box』Disc1 - 4に収録されている。

## OVA

### ときめきメモリアル4 ORIGINAL ANIMATION -始まりのファインダー-
限定版のコンプリートセットに同梱のオリジナルアニメ。DVD版とBlu-ray版が用意され、コンプリートセット（DVD版）とコンプリートセット（Blu-ray版）として発売された。コナミスタイル通販限定でOVA単品販売及びゲーム&アニメのセット販売もされている。
主人公と出会う前のきらめき高校入学式の日のヒロイン達の物語。サブキャラクターの1人･小林学の視点で物語が進行し、ヒロイン達と出会っていくというストーリー。そのためゲーム本編の主人公は序盤に少し登場するのみで、時系列が1年目の入学式の日であるため、本編の2年目に転入してくるエリサ・D・鳴瀬は姿のみの登場。また、隠しキャラの七河瑠依と水月春奈がごくわずかに登場する。ナンバリングシリーズのタイトル作品がOVA化されたのは、1999年に製作された『1』のOVA以来10年ぶりとなる。

#### スタッフ
- 原作 - コナミデジタルエンタテインメント（ときめきメモリアル4より）
- 監修 - メタルユーキ、大塚あきら
- キャラクター原案 - 竹田逸子
- キャラクターデザイン・総作画監督 - 大塚あきら
- 作画監督 - 小谷杏子
- 美術監督 - 野村正信
- 撮影監督 - 冨田佳宏
- 編集 -吉武将人
- 色彩指定 - 小鹿絵里
- 音楽プロデューサー - 竹内雅樹、亀井順一
- 音響演出 - 飯田里樹（ダックスプロダクション）
- 音楽・音響制作 - TAK、鈴木亜由美
- 音楽ディレクター - 小川尚宏
- プロデューサー - 堀尾健一郎
- 制作プロデューサー - 山田賢志郎
- アニメーション制作 - 旭プロダクション
- 脚本 - 神野華乃（ぶらざあのっぽ）
- コンテ - 羽生尚靖、小川浩司
- 監督・演出 - 羽生尚靖
- 製作 - コナミデジタルエンタテインメント

#### 主題歌
オープニングテーマ「春風の輝き」
エンディングテーマ「二人の未来」
両曲ともゲーム本編ではPlayStation Storeのダウンロードコンテンツとして配信されている。詳細は上記参照。

## 関連商品

### ときめきメモリアル4 Character Single Box
本作のキャラクターイメージソングを収めた12cmCDのマキシシングル5枚組セットで、限定版コンプリートセットに同梱されている。なお、5枚組セット単体はコナミスタイル通販限定で発売されている。

### ときめきメモリアル4 ボーカル&ストーリーズ
キャラクターイメージソングとバイノーラル録音のミニドラマが収録されたアルバム。2010年3月19日にコナミスタイル限定でVol.1・Vol.2の2種類発売。
vol.1イメージソング
- 星川真希（CV：大亀あすか）「君とメモリアル」
- 語堂つぐみ（CV：矢作紗友里）「めくってスキ!?キライ!?」
- 郡山知姫（CV：庄司宇芽香）「きみとわたしのchemistry亅
- 水月春奈（CV：菊池ゆうみ）「夢はデコレーションケーキ」
- 大倉都子（CV：福圓美里）「水の中のうさぎ」
- 前田一稀（CV：加藤英美里）｢It's my Revolution｣

vol.2イメージソング
- 皐月優（CV：滝田樹里）「七色のSeason」
- 七河瑠依（CV：水橋かおり）「萌え萌えはっぴぃDAYS」
- エリサ・D・鳴瀬（CV：立野香菜子）「純情可憐乙女だっCHA」
- 柳富美子（CV：井口裕香）「DOKI＊DOKI ラブモード」
- 龍光寺カイ（CV：松浦チエ）「夢路の先」
- 響野里澄（CV：花澤香菜）「Love is a Melody」

## 漫画作品
ときめきメモリアル4 Stand by me
『電撃「マ）王』（アスキー・メディアワークス）2010年7月号より同年9月号まで短期集中連載。作者は白狼。都子がヒロインとなっており、永井輝明というオリジナルキャラクターを、ゲーム本編の主人公と同じ立場に据えて物語が進行する。作中の時系列は不明になっている。ゲーム本編の設定と都子の攻略過程を元に執筆されている。
サブタイトルの『Stand by me』はゲーム本編のバトルでの都子の奥義名と同じであり、都子を攻略したファンならニヤリとできるうえ、日本語に訳すと「私のそばに立って」という、都子の主人公への一途な想いを端的に表した一言ということで、アスキー･メディアワークスの編集部が命名したもの。
短期集中連載という関係上、ゲーム本編のエンディングに相当する卒業式の日に伝説の樹の下でヒロインから告白されるシーンは描かれていないため、最終話の結末は全く違うものになっている。

## インターネットラジオ

### あなたと! ときめきメモリアル
2010年1月21日から7月22日まで音泉にてインターネットラジオ番組『あなたと! ときめきメモリアル』が配信されていた。配信開始以降は毎週木曜更新。パーソナリティは真希役の大亀あすかと優役の滝田樹里。
コーナー
- シツモントライアングル
- プレイヤーなう
- メモリあいメール
- 特技マイスターへの道!

ゲスト
- 井口裕香（柳冨美子役）- 第5、6回（2010年2月18、25日）
- 矢作紗友里（語堂つぐみ役）- 第7、8回（2010年3月4、11日）
- 松浦チエ（龍光寺カイ役）- 第13、14回（2010年4月15、22日）
- 加藤英美里（前田一稀役）- 第15、16回（2010年4月29日、5月6日）
- 立野香菜子（エリサ・D・鳴瀬役）- 第17、18回（2010年5月13、20日）
- 金月真美（特別ゲスト：藤崎詩織役[51]）- 第19回[52]（2010年5月27日）
- 庄司宇芽香（郡山知姫役）- 第23、24回（2010年6月24日、7月1日）
- 阪口大助（小林学役）- 第25、26回（2010年7月8、15日）

なお、2010年4月1日限定で、学役の阪口と正志役の中村がパーソナリティを務める「おまえと! ときめきメモリアル」が配信された。

### もっと! あなたと! ときめきメモリアル
2010年9月14日から2011年3月29日まで、音泉にてインターネットラジオ番組『もっと! あなたと! ときめきメモリアル』が配信されていた。配信開始以降は隔週火曜更新。パーソナリティは真希役の大亀あすかと優役の滝田樹里と学役の阪口大助。
コーナー
- 妄想ときめきシアター
- …なーんてね!
- 目指せ!文武両極道!
- ささやきバイノーラル
- もっと!特技マイスターへの道!

## 関連書籍
- 『ときめきメモリアル4 きらめきウォッチャー 新生活スタートガイド』コナミデジタルエンタテインメント ISBN 978-4-86155-265-6
- 『ときめきメモリアル4 公式コンプリートガイド』コナミデジタルエンタテインメント ISBN 978-4-86155-266-3
- 『ときめきメモリアル4 OFFICIAL ILLUSTRATIONS』コナミデジタルエンタテインメント ISBN 978-4-86155-279-3